# Bernardo Álvarez Afonso
Bernardo Álvarez Afonso (Breña Alta, 29 de julio de 1949) es un eclesiástico y teólogo católico español. Fue obispo de San Cristóbal de La Laguna (también llamada diócesis nivariense o diócesis de Tenerife), desde 2005 hasta 2024.

## Biografía
Nació el 29 de julio de 1949, en el municipio español de Breña Alta, La Palma.
Cursó el Bachillerato en Santa Cruz de La Palma, graduándose en 1967. Estudió Arquitectura técnica en La Laguna (1967-1969), pero descubrió su vocación religiosa y abandonó sus estudios universitarios para seguirla.
En octubre de 1969, ingresó en el Seminario Diocesano de Tenerife, donde realizó sus estudios eclesiásticos hasta junio de 1976. En junio de 1987, tras realizar estudios en la Facultad de Teología del Norte de España, obtuvo el bachillerato en Teología.
Posteriormente, consiguió la licenciatura en Teología dogmática, por la Pontificia Universidad Gregoriana (1992-1994).

### Sacerdocio
Su ordenación sacerdotal fue el 16 de julio de 1976, a manos del obispo Luis Franco Cascón; incardinándose en la diócesis de San Cristóbal de La Laguna.
Como sacerdote desempeñó los siguientes ministerios:
- Párroco de Nuestra Señora de la Encarnación de Hermigua, y Agulo y San Marcos Evangelista de Hermigua (1976-1980).
- Responsable del Movimiento Junior de Acción Católica (1978).
- Párroco de San Pío X, y encargado de San Isidro, en Los Llanos de Aridane (1980-1982).
- Párroco de San Miguel y Ntra. Sra. del Carmen, en Tazacorte (1982-1986).
- Párroco de San Fernando Rey y San Martín de Porres, en San Cristóbal de La Laguna; y arcipreste de Ofra (1986-1987).
- Director espiritual del Seminario Diocesano de Tenerife (1987-1992).
- Secretario de la Asamblea Diocesana (1988-1989).
- Secretario de la Vicaría de Pastoral (1987-1992; 1994-1999).
- Delegado diocesano de Liturgia (1989-1992).
- Responsable del Departamento de Catequesis de Adultos, coordinador del Área de Evangelización y secretario general del I Sínodo Diocesano (1995-1999).
- Director del Boletín Oficial del Obispado (1995-2004).
- Profesor de Teología dogmática, Pastoral (1987-2005), y de Sagrada Escritura (1995-2005) del Seminario, el Centro de Estudios Teológicos y del Instituto de Teología para Laicos.
- Miembro del Consejo Asesor de Catequesis del Secretariado Nacional (1988-2005).
- Colaborador habitual del Secretariado Nacional del Clero.
- Vicario general diocesano (1999-2005).[3][4]

## Episcopado
El 29 de junio de 2005, el papa Benedicto XVI lo nombró obispo de San Cristóbal de La Laguna (también llamada diócesis nivariense o diócesis de Tenerife). Fue consagrado el 4 de septiembre del mismo año, en la Iglesia de Nuestra Señora de la Concepción (sede provisional en ese momento de la catedral), a manos del arzobispo Manuel Monteiro de Castro. Tomó posesión canónica el mismo día de su ordenación. Esta ceremonia marcó un hecho histórico al convirtiéndose en el segundo canario en ocupar el cargo, tras Domingo Pérez Cáceres, entre 1947 y 1961.

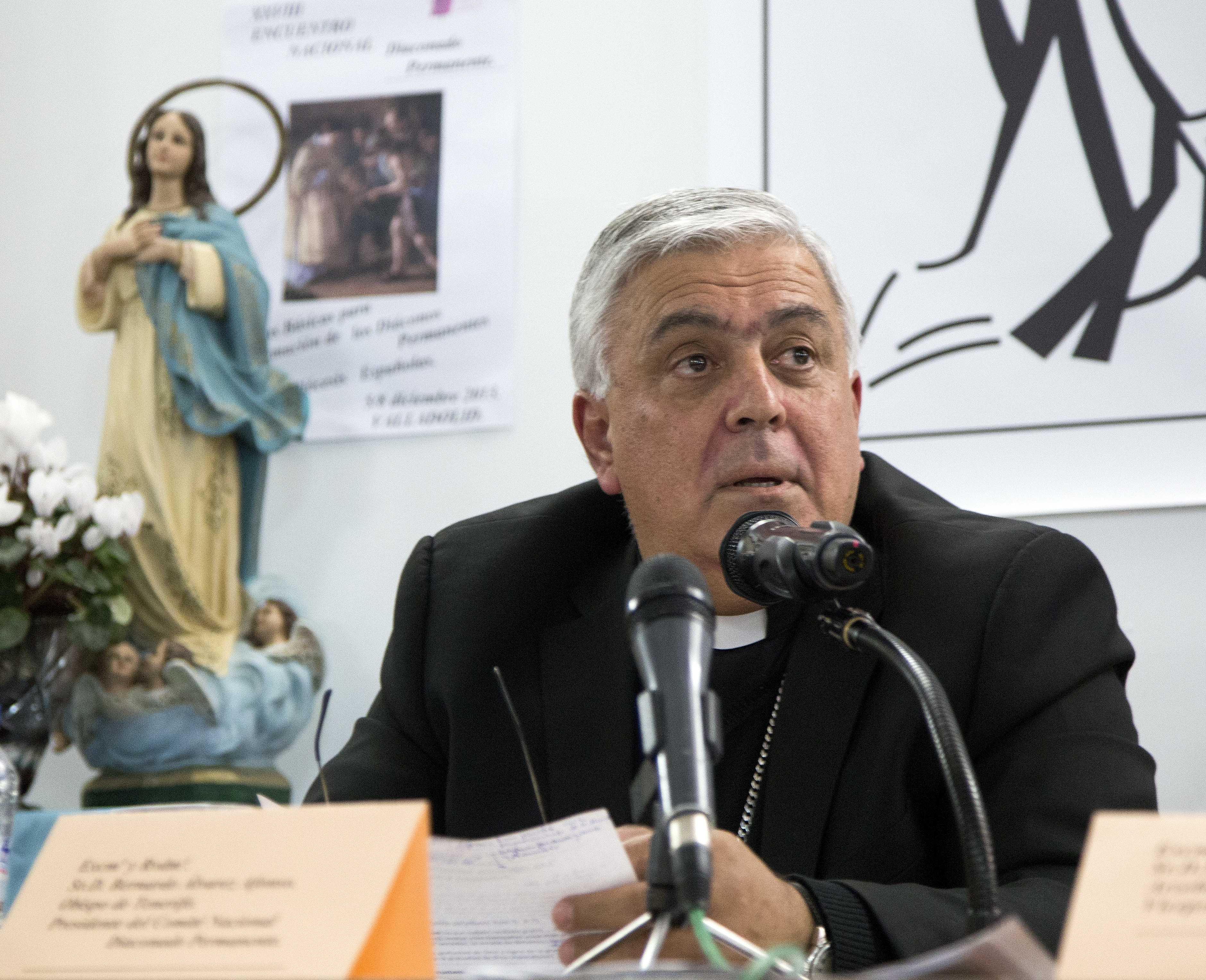
Bernardo Álvarez durante una conferencia (2014).

El 31 de enero de 2014 toma posesión de su cátedra en la Catedral de San Cristóbal de La Laguna, una vez finalizados los trabajos de rehabilitación del templo, que se habían prolongado a casi doce años. Durante ese tiempo, Álvarez ocupó su cátedra en la Iglesia matriz de la Concepción en La Laguna.
Ese mismo año, tuvo lugar la canonización del beato José de Anchieta por el papa Francisco. El 24 de abril se celebró en Roma la misa de acción de gracias por la canonización presidida por el Papa y a la cual acudió el obispo Álvarez acompañado de una representación canaria. José de Anchieta nacido en Tenerife y misionero en Brasil, se convirtió en el segundo canario en ser canonizado por la Iglesia católica, tras Pedro de San José de Betancur en 2002.
El 21 de diciembre de 2019, abrió la Puerta Santa de la Catedral con motivo del Año Jubilar por el 200 aniversario de la fundación de la diócesis.
En 2022, algunos medios de comunicación consideraron controvertidas sus declaraciones sobre la homosexualidad.
En junio de 2024 Álvarez presenta la renuncia por motivos de salud y al haber cumplido los 75 años, a la Santa Sede. Posteriormente, el 16 de septiembre de 2024, el papa Francisco comunicó la aceptación de la renuncia de Álvarez, pasando a ser obispo emérito de la diócesis Nivariense. Tras casi dos décadas ostentando la mitra nivariense, ha sido el segundo obispo con un episcopado más largo en esta diócesis, tras el primero Luis Folgueras y Sion, con 25 años de servicio pastoral.
En la Conferencia Episcopal Española es, desde marzo de 2020, miembro de la Comisión Episcopal para el Clero y Seminarios. Fue responsable del Comité Nacional para el Diaconado Permanente.